# Stegodyphus hildebrandti
Espèce
Synonymes
- Eresus hildebrandti Karsch, 1878

Stegodyphus hildebrandti est une espèce d'araignées aranéomorphes de la famille des Eresidae.

## Distribution
Cette espèce se rencontre en Afrique de l'Est et en Afrique centrale.

## Étymologie
Cette espèce est nommée en l'honneur de Johann Maria Hildebrandt.

## Publication originale
- Karsch, 1878 : Über einige von Herrn JM Hildebrandt im Zanzibargebiete erbeutete Arachniden. Zeitschrift für die Gesammten Naturwissenschaften, vol. 51, p. 311-322.